# Camila Rolón
Pour les articles homonymes, voir Rolón.
Camila Rolón (18 juillet 1842, San Isidro (Argentine) - 16 février 1913, Rome), (ou en religion Camille de Saint Joseph) est une religieuse argentine, fondatrice de la congrégation des sœurs pauvres buenos-airiennes de saint Joseph.
En 1880 elle fonde cette congrégation religieuse chargée de l'éducation des enfants et du soin des malades déshérités. En quelques années elle fonde plusieurs maisons, et en 1898, sa congrégation est officiellement reconnue par le pape. Elle étend son œuvre à l'étranger, fondant une maison en Italie. Elle meurt à Rome, mais son corps est rapatrié en Argentine.
Son procès en béatification est ouvert en 1950, et le pape Jean-Paul II la déclare vénérable en 2003.

## Biographie

### Enfance
Camille Corine Rolón ((es) Camila Corina) est née le 18 juillet 1842, fille d'Eusebio Rolón et de María Gutiérrez. Elle est baptisée quatre jours plus tard.
À l'âge de 7 ans, elle reçoit la confirmation de Mgr Mariano José de Escalada (es), évêque auxiliaire de Buenos Aires. 
Elle fait sa première communion à l'âge de douze ans. Au catéchisme, où elle est inscrite, elle se montre « assidue, ponctuelle, appliquée, avec une joie contagieuse ». Des témoins ont rapporté que déjà enfant, elle était une jeune fille « d'une grande vertu ».
En 1867, la région est frappée par une épidémie de choléra. Elle s’investit pour visiter et soigner les malades. Trois ans plus tard, c'est une épidémie de fièvre jaune qui frappe la région. À nouveau, la jeune femme s'investit pour soigner les malades.
Elle se sent appelée à la vie religieuse et se prépare à entrer au couvent des Clarisses capucines. Mais au moment d'entrer au couvent, un conflit (avec une religieuse) torpille son projet d'entrer dans cet ordre. Le 21 avril 1875, elle fait un nouvel essai dans le couvent des carmélites. Mais à quelques semaines de son admission, elle tombe gravement malade, atteinte d'une tumeur intestinale, ce qui l'oblige de partir pour se soigner. En 1877, elle part en convalescence dans le village de l'Exaltation de la Croix, situé à 100 km au nord de Buenos Aires. C'est là qu'elle découvre des populations frappées de graves problèmes sociaux et religieux (ignorance religieuse, marginalisation sociale, misère de nombreuses familles, orphelins abandonnés).
Pour répondre aux besoins qu'elle découvre, il lui vient l'idée de fonder une congrégation chargée d'aider et d'éduquer ces populations des zones rurales.

### La fondatrice
Le 28 janvier 1880, Mère Camila quitte sa maison familiale et part fonder une congrégation avec l'accord des supérieurs de son couvent de carmélite. Elle est accompagnée de deux femmes (qui vont se faire religieuses), deux jeunes filles et onze fillettes qui sont leurs premières élèves. Ce groupe de religieuses ne dispose que peu d'argent et compte sur la providence pour vivre. Elles s'installent dans la ville de Mercedes. En un mois, le nombre d'enfants recueillis monte à trente. Étant sans ressources, elles vivent d'aumônes collectées en porte-à-porte. 
Le nombre de religieuses augmente lui aussi rapidement, permettant de réaliser de nouvelles fondations. La première fondation concerne une maison de soins médicaux à Rojas. Elles sont contactées par M. Gallardo, qui souhaite faire une importante donation pour une œuvre caritative. Son don permet rapidement de réaliser une école-orphelinat pour une centaine d'enfants. De nouvelles demandes parviennent d'Argentine comme d'Uruguay pour faire établir des fondations. Mère Camila tente de répondre positivement à toutes les sollicitations.
Mère Camila souhaite établir un établissement à Rome. Elle fait cinq voyages en Italie dans ce but avant de parvenir, en 1905, d'ouvrir sa première maison dans cette ville. Pendant ce temps, elle travaille également à faire reconnaitre sa congrégation. Ainsi, le 12 juin, le pape signe le décret d'érection de la congrégation et le 3 mai 1898, il approuve ses statuts. Le 15 décembre 1908 les Constitutions de la congrégation sont définitivement approuvées. Dans ses démarches, elle bénéficie de l'appui et de l'amitié du cardinal Rampolla (le secrétaire d'État du pape Léon XIII) et plus tard du pape saint Pie X, qui lui accordera plusieurs audiences spéciales.
De son vivant, la religieuse réalise pas moins de 35 fondations. Elle effectue également le transfert de la maison mère (de sa congrégation) d'Argentine à Rome, sous la protection du pape.
Après une longue maladie, elle décède (à Rome) dans les premières heures du 16 février 1913, en réputation de sainteté,. Son corps est rapatrié en Argentine où elle reçoit des funérailles officielles dans la cathédrale de Buenos Aires.

## Vénération et béatification

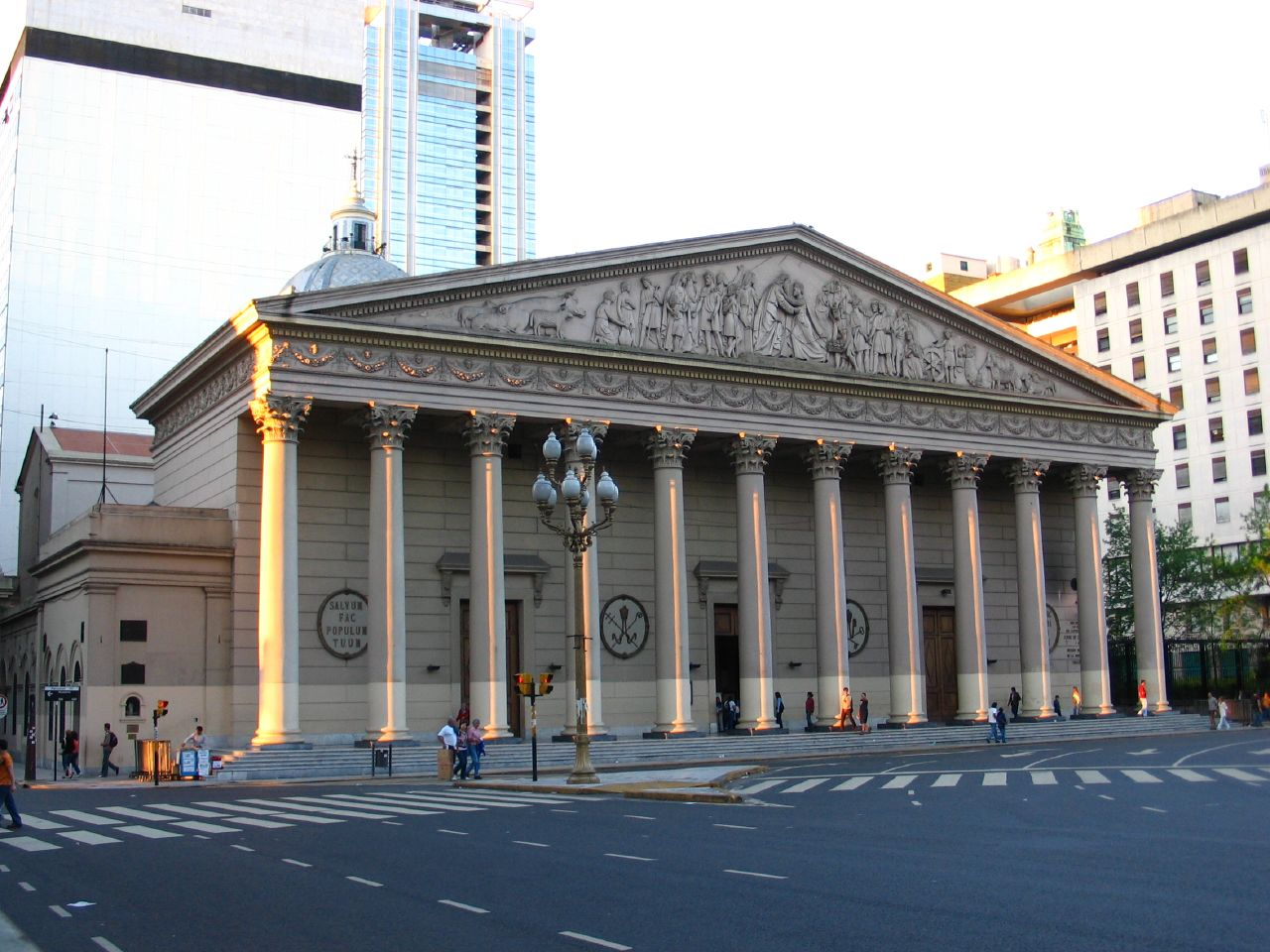
Cathédrale métropolitaine de Buenos Aires.

Après son décès, de nombreuses personnes viennent se recueillir sur sa tombe et prier pour l'obtention de miracle. Sa réputation de sainteté se répand très vite. Sa dépouille, rapatriée en Argentine, est exposée dans la cathédrale de Buenos Aires, attirant une foule nombreuse. Son corps est ensuite inhumé dans la chapelle de la maison cardinalice de sa congrégation (à Muñiz (es), près de Buenos Aires),.
Son procès en béatification est ouvert en 1950. La position est présentée en 1990, et le 2 avril 1993 la Congrégation pour la cause des saints reconnait les « vertus héroïques » de Mère Camila, lui attribuant ainsi le statut de vénérable. Sa fête est fixée au 16 février.
L'étude d'un miracle attribué (à la prière) de la vénérable religieuse a été réalisé. Il concerne un homme atteint d'un cancer du poumon. S'il est officiellement reconnu par le Vatican, Mère Camila pourrait être déclarée bienheureuse.

## Les Sœurs pauvres buenos-airiennes de Saint-Joseph
La congrégation des Sœurs pauvres buenos-airiennes de Saint-Joseph a été fondée le 28 janvier 1880 à Mercedes. Le 19 mars 1882 les premières religieuses font leur profession définitive. La congrégation s’étend progressivement en Argentine et en Uruguay. En 1886, après une période d'observation de six années, l'archevêque, nomme sœur supérieure la sœur Catherine du Christ. Lors du premier chapitre général tenu en 1890, mère Rolon est nommé supérieure de l'Ordre, poste qu'elle gardera jusqu'à sa mort. Le 16 juin 1891 est signée la reconnaissance de l'institut, le 3 mai 1898 est signée l'approbation pontificale (de l'Institut) et le 15 décembre 1908, ce sont les Constitutions de l’institut qui sont définitivement approuvées. En 1910, Mère Camila Rolón installe à Rome la Maison Mère de sa congrégation.
Les religieuses gèrent des orphelinats pour enfants pauvres et des hôpitaux pour apporter des soins aux défavorisés. Les religieuses gèrent aussi des écoles et des collèges.
Aujourd'hui, la congrégation compte une quarantaine de maisons et plus de 200 religieuses. Depuis le 5 mai 1918, la congrégation est agrégée à l'Ordre des Carmes déchaux. La congrégation est présente en Argentine, en Uruguay, en Italie, aux États-Unis, à Madagascar et en Roumanie.